# Gene Anderson (Schauspielerin)
Gene Anderson (* 28. März 1931 in London, England; † 5. Mai 1965 ebenda) war eine britische Schauspielerin.

## Leben
Anderson begann ihre Karriere 1953 mit Nebenrollen in britischen Spielfilmen. Mitte der 1950er Jahre hatte sie Gastrollen in verschiedenen Fernsehproduktionen. 1959 drehte sie erstmals mit ihrem Ehemann Edward Judd. Beide spielten auch in dessen Durchbruch als Hauptdarsteller in Der Tag, an dem die Erde Feuer fing. Sie spielte bis 1965 weitere Rollen für das Fernsehen sowie am Theater, bis sie im Alter von 34 Jahren an einer Hirnblutung starb.

## Filmografie (Auswahl)
- 1957: Die Fahrt in den Abgrund (The Long Haul)
- 1957: Yangtse-Zwischenfall (Yangtse Incident: The Story of H.M.S. Amethyst)
- 1960: The Shakedown
- 1961: Der Tag, an dem die Erde Feuer fing (The Day the Earth Caught Fire)
- 1963: Gefährliche Stunden in Dartmoor (The Break)